# Hildebert de Mayence
Pour les articles homonymes, voir Hildebert.
Hildebert, ou Hillibert, nommé Hiltibraht en tudesque, franconien de naissance et abbé de Fulde et archevêque de Mayence.

## Biographie
Il fut élu en 927, succédant à l'archevêque Hériger. Le roi Henri agréa son élection et le nomma son archichapelain pour l'Allemagne.
Le 1er juin 932, par ordre de ce roi il fit assembler une diète à Erfurt pour la réformation de la discipline.
En juillet 936, une diète à Aix-la-Chapelle élut Otton Ier, fils aîné de Henri, pour lui succéder au trône de Germanie ; Hildebert fut choisi pour faire la cérémonie du couronnement par les archevêques de Trêves et de Cologne, qui se disputaient cet honneur. 
Selon le nécrologe de Fulde et l'annaliste saxon, Hildebert mourut le 30 mai 937. Jean Mabillon note que d'autres sources rapportent sa mort à l'an 938. Il fut inhumé dans l’église de l'abbaye Saint-Alban devant Mayence.